# こちら青春放送局
こちら青春放送局（こちらせいしゅんほうそうきょく）は、KBS京都ラジオが1978年度から2003年度まで毎年実施していた、高等学校の放送部を対象とした番組製作コンクールのタイトルである。

## 概要
毎年度上半期に関西圏の高等学校の放送部を対象として放送番組の作品を募集する。作品の種類は未発表のもので制限時間内であれば、ラジオドラマ、バラエティー、ディスクジョッキー、ドキュメンタリー、ルポルタージュなど自由に製作できる。その作品を厳正に審査し、毎年度下半期（10月～翌年3月）にKBS京都ラジオで平日の20分間、応募作品を毎日1点ずつ取り上げて、パーソナリティー（審査委員兼任）の講評を含めて放送し、優秀作品は下半期編成末の2～3月にアンコール放送された。
番組は2003年度をもって終了し、現在は高校生対象の企画として「全国高校生「人間が大好きです！」表現コンテスト」が行われている。

## パーソナリティー
- 山崎弘士（初期のころ。　番組冒頭に「番組コーディネーター」と言っていた。）
- 広見早苗
- 竹内義和
- 今西太一
- 和多田勝
- 新野新
- 伊藤聡

ほか。

## 関連記事
- 校内放送マイクバトル（ラジオ関西主催）